# 塞米諾爾服飾
塞米諾爾人擁有獨特的傳統服飾，其中也受西方殖民影響，顏色多為鮮豔並有象徵性的圖案。

## 女子傳統服飾
塞米諾爾女子通常會穿長到腳踝的長裙，也會穿長袖的袍子，上方會連接一個長度只到肩膀的斗篷。她們也會戴玻璃珠串成的項鍊。這個玻璃珠對塞米諾爾人別具意義，當她們出生的時候就會得到一串玻璃珠，隨著年齡增長一直增加，直到達到最大值的時候再將玻璃珠給自己的小孩，但她們都不會把第一串玻璃珠給出去，因為那個象徵她們的出生。

## 男子傳統服飾
塞米諾爾男子的典型服裝是全開裙，是經過特別剪裁的裙子，天氣比較冷的時候他們會穿著裝飾過的長衫。頭上會戴有格子樣式的頭巾，通常是羊毛做的，再加上羽毛，玻璃珠。然後綁紗線編織而成的腰布。

## 拼布
拼布在塞米諾爾文化中是非常重要的一環，拼布上的圖案也都有它表達的意義。可以看到像閃電、火、壞掉的弓箭、鳥等等。
繡花則由一塊布當底，再繡上圖案。而拼布是將兩塊布的邊緣縫在一起，拼湊出整件服飾。拼布也被做為貿易商品。這些特殊的拼布為塞米諾爾族人很重要的收入來源，也是十分獨特的文化資產，塞米諾爾婦女也將這些技術代代傳承。

## 刺青
塞米諾爾人也有刺青的文化，但他們不會紋面，塞米諾爾人的刺青文化與北美一些印地安民族：克里克族、切洛基族很相似。他們一般都會刺花、星星、動物、月亮等等的圖案。在這些民族當中男子的刺青通常都會比女生多。在他們的社會當中刺青的裝飾功能大於精神上的意義。